# Lons
Lons ist eine französische Gemeinde mit 13.708 Einwohnern (Stand: 1. Januar 2022) im Département Pyrénées-Atlantiques in der Region Nouvelle-Aquitaine. Sie ist dem Arrondissement Pau zugeteilt und seit 2015 Hauptort des Kantons Lescar, Gave et Terres du Pont-Long. Die Einwohner heißen Lonsois.

## Geografie
Die Gemeinde liegt am Fuß der Pyrenäen wenige Kilometer nordwestlich von Pau am Fluss Ousse des Bois. Hier entspringt der Fluss Uzan. Der Fluss Gave de Pau bildet die westliche Gemeindegrenze.
Lons wird umgeben von den Nachbargemeinden Serres-Castet und Montardon im Norden, Billère und Pau im Osten, Laroin im Süden und Lescar im Westen.

## Geschichte
Lons wird erstmals im 11. Jahrhundert als Lod erwähnt, später formt sich der Name zu Laoos, Loth, Léos und Loos. Lons unterstand der Ballei Pau. Die Baronie von Lons hatte große Besitztümer.

### Bevölkerungsentwicklung
| Jahr          | 1936  | 1946  | 1954  | 1962  | 1968  | 1975  | 1982  | 1990  | 1999   | 2006   | 2011   | 2021   |
| ------------- | ----- | ----- | ----- | ----- | ----- | ----- | ----- | ----- | ------ | ------ | ------ | ------ |
| Einwohner     | 1.378 | 1.490 | 2.446 | 2.321 | 2.980 | 3.365 | 6.717 | 9.254 | 11.154 | 11.799 | 12.304 | 13.915 |
| Quelle: INSEE |       |       |       |       |       |       |       |       |        |        |        |        |

## Sehenswürdigkeiten

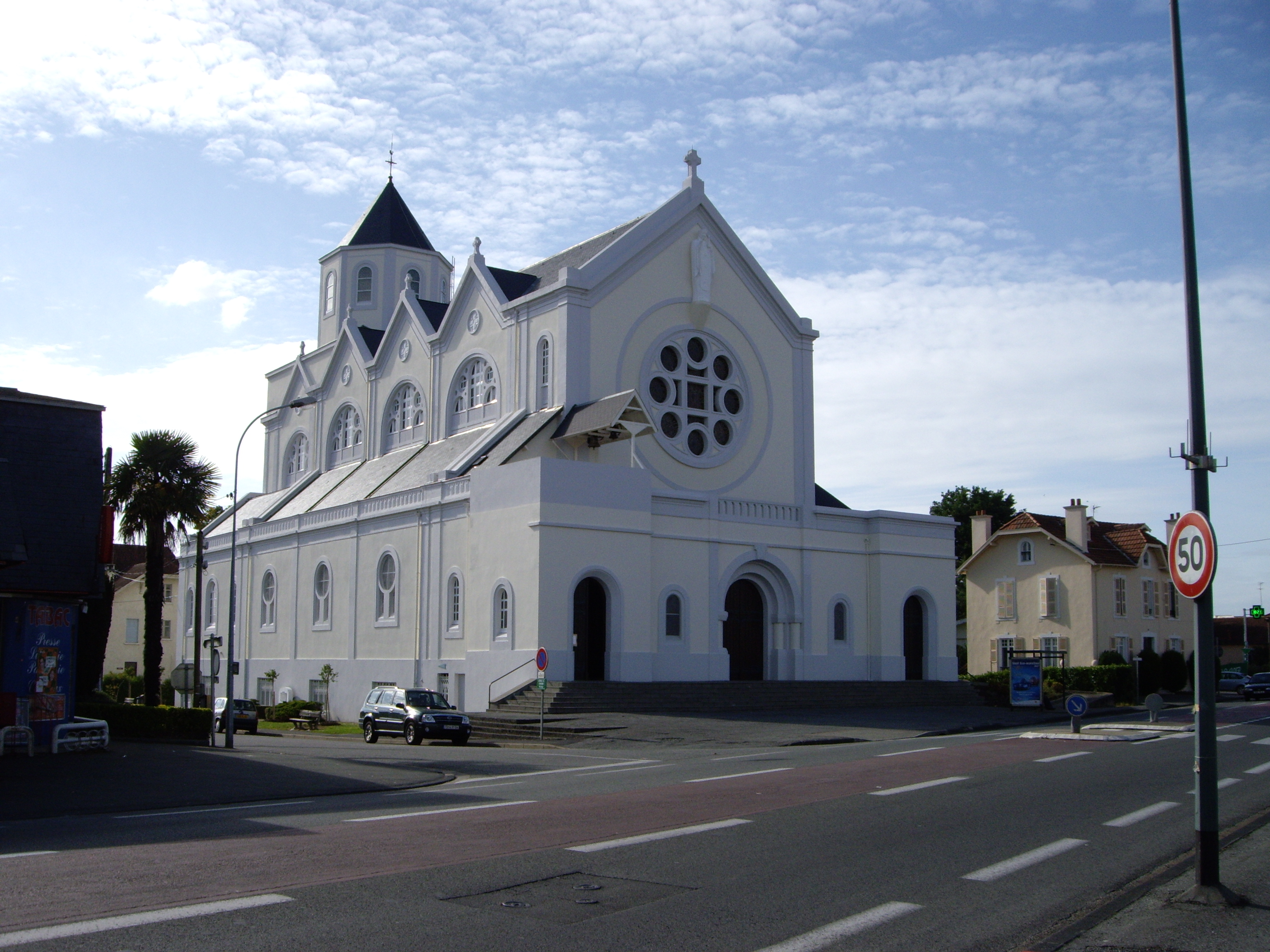
Kirche Saint-Julien in Lons

- Kirche Johannes der Täufer aus dem Jahre 1846
- Kirche Saint-Julien aus dem Jahre 1936

## Gemeindepartnerschaften
Mit der spanischen Gemeinde Santoña in Kantabrien besteht seit 1998 eine Gemeindepartnerschaft.